# اوا اولیویر
اوا اولیویر (انگلیسی: Ewa Olliwier؛ ۱۳ ژانویه ۱۹۰۴ – ۷ اوت ۱۹۵۵ (aged 51)) ورزشکار شیرجه اهل سوئد بود.
وی در مسابقات کشوری و بین‌المللی در مجموع برندهٔ ۲ مدال برنز شده‌است.